# Teresa Pais
Teresa Pais (Lisboa, 1967 – Lisboa, 20 de junho de 2015) foi uma jornalista, escritora e tradutora portuguesa, directora da revista Telenovelas de 1998 até à data da sua morte.

## Carreira
Iniciou a actividade jornalística em 1983, apenas com 16 anos, no semanário desportivo Off-Side, passando em 1987 a trabalhar na revista Élan, onde permaneceu até 1990. No ano seguinte, colaborou na Tomorrow e em 1992 integrou a redacção da Teenager, revistas mensais de que foi depois correspondente nos Estados Unidos, em 1993.  
Foi chefe de redacção da revista semanal Dona, entre 1994 e 1995. No final de 1997, deixou a Teenager para formar a redacção e ser a primeira directora da Telenovelas, publicação semanal fundada por José Rocha Vieira, então editada pelos suíços da Edipresse e posteriormente vendida ao grupo Impresa. 
Em 2007, passou a dirigir também a TV Mais, igualmente da Impresa, revista semanal de que era directora-adjunta desde 2005.
Faleceu a 20 de junho de 2015, no hospital CUF Descobertas, em Lisboa, vítima de cancro. Era filha do jornalista Alexandre Pais. 

## Obras
Paisagens na memória (2002)